# 小行星5490
小行星5490（5490 Burbidge，2019 P-L）  是一個位在小行星帶的小行星。於1960年9月24日被科内利斯·約翰內斯·萬·豪敦（Cornelis Johannes van Houten）、湯姆·赫雷爾斯（Tom Gehrels）和英格麗·萬·豪敦-格勒內費爾德（Ingrid van Houten-Groeneveld）發現於帕洛马山天文台。
該小行星以英國天文學家瑪格麗特·伯比奇命名。

## 外部連結
- JPL Small-Body Database Browser on 5490 Burbidge （页面存档备份，存于）

| 前一小行星： 5489 Oberkochen | 小行星列表 | 後一小行星： 5491 Kaulbach |